# Olympische Sommerspiele 1912/Reiten – Dressur Einzel
Der Einzelwettbewerb im Dressurreiten bei den Olympischen Spielen 1912 wurde am 15. Juli auf dem Gelände des Stockholms Fältrittklubb ausgetragen.
Die Dressur hatte sich zu dieser Zeit bei weitem noch nicht als eigenständige Pferdesportart etabliert. Piaffe und Passage wurden noch nicht verlangt, stattdessen waren fünf Sprünge über bis zu 110 cm hohe Hindernisse gefragt, von denen das letzte eine auf das Pferd zurollende Walze war.

## Ergebnisse
| Rang | Athlet                          | Nation             | Pferd           | Punkte |
| ---- | ------------------------------- | ------------------ | --------------- | ------ |
| 1    | Carl Bonde                      | Schweden           | Emperor         | 15     |
| 2    | Gustaf Adolf Boltenstern senior | Schweden           | Neptun          | 21     |
| 3    | Hans von Blixen-Finecke senior  | Schweden           | Maggie          | 32     |
| 4    | Fritz von Oesterley             | Deutsches Reich    | Condor          | 36     |
| 5    | Carl Rosenblad                  | Schweden           | Miss Hastings   | 43     |
| 6    | Oscar af Ström                  | Schweden           | Irish Lass      | 47     |
| 7    | Felix Bürkner                   | Deutsches Reich    | King            | 51     |
| 8    | Carl Kruckenberg                | Schweden           | Kartusch        | 51     |
| 9    | Michail Jekimow                 | Russisches Reich   | Tritonich       | 62     |
| 10   | Gaston Seigner                  | Frankreich         | Dignité         | 73     |
| 11   | Andreas von Flotow              | Deutsches Reich    | Senta           | 77     |
| 12   | Carl von Moers                  | Deutsches Reich    | New Bank        | 83     |
| 13   | Guy Henry                       | Vereinigte Staaten | Chiswell        | 93     |
| 14   | Jacques Cariou                  | Frankreich         | Mignon          | 94     |
| 15   | Jens Falkenberg                 | Norwegen           | Hjørdis         | 103    |
| 16   | Rudolf Keyper                   | Dänemark           | Kinley Princess | 111    |
| 17   | Gaston de Trannoy               | Belgien            | Capricieux      | 117    |
| 18   | Carl Høst Saunte                | Dänemark           | Streg           | 120    |
| 19   | Pierre Dufour d’Astafort        | Frankreich         | Castibalza      | 123    |
| 20   | Jack Montgomery                 | Vereinigte Staaten | Deceive         | 130    |
| 21   | Emmanuel de Blommaert           | Belgien            | Clonmore        | 135    |